# 奉ソ協定
奉ソ協定（ほうそきょうてい、奉俄協定）とは、1924年に張作霖首班の東三省政府（奉天軍閥）とソビエト連邦政府の間で締結された主に中東鉄道（東支鉄道もしくは中国東北鉄道と表記される場合あり）に関する協定である。正式な協定名は、中華民国東三省自治政府とソビエト社会連邦政府の協定（中華民國東三省自治政府與蘇維亞社會聯邦政府之協定）である。

## 概要
1924年5月、中華民国北京政府とソ連両国は国交回復のための北京協定に調印した。その中で中東鉄路の利権を確認した。しかしこの同協定に不満を持つ東三省の張作霖政権は、中華民国北京政府とは別に9月20日に奉天（現在の瀋陽）で調印したのが奉ソ協定であった。
この協定ではロシア帝国時代からソ連が権益を持つ中東鉄道の利権を再確認する内容で、同鉄道の管理運営を取り決めたものであった。また1925年からは中ソ国境線の画定作業が始まったが、中国の動乱（北伐）を理由に翌年に中止された。
1925年4月9日、ソ連側は越権行為となる第九十四号命令を行い、中華民国側の反発を招いた。
この協定は1929年に張作霖の死後後継者となった子息の張学良が協定違反を理由にソ連から鉄道権益を実力回収を試みたため、破棄された。

## 中ソ中東鉄道暫定管理協定
奉ソ協定と同時に、以下のような中東鉄道の管理運営体制を定める協定が締結された。
1. 中東鉄道に理事会を設け、最高議決機関とする。理事会は10人から成り、両国政府が各5人を派出する。理事長は中国人が、副理事長はソ連人が担任する。監事会は、中国人2人、ソ連人3人の5人から成る。幹事会会長は、中国人が担任する。
2. 鉄道管理局長は、ソ連人が担当する。副局長は、中ソ各1人の2人。局長及び副局長は、鉄道理事会により任命され、各国政府が批准する。
3. 鉄道管理局配下の各処長及び副処長は、理事会が任命する。処長がソ連人の時は副処長は中国人とし、処長が中国人の時は副処長はソ連人とする。
4. 鉄道予算と決算提出の手続及び収入運用の手続方法等